# Rio Assureira (Porto do Rei Búbal)
O rio Assureira (em castelhano:  Río Da Azoreira) é um rio internacional que tem nascente em  Meixedo  (Montalegre) e desagua na margem direita do rio Porto do Rei Búbal. Este rio serve de fronteira entre Portugal e Espanha durante 5 km.